# Noyelles-sous-Bellonne
Pour les articles homonymes, voir Noyelles.
Noyelles-sous-Bellonne est une commune française située dans le département du Pas-de-Calais en région Hauts-de-France. Ses habitants sont appelés les Noyellois. La commune est membre de la communauté de communes Osartis Marquion.

## Géographie

### Localisation
Noyelles-sous-Bellonne est une commune située à 4 km à l'est-sud-est de la commune de Vitry-en-Artois, dont elle est limitrophe, à 8 km au sud-ouest de la commune de Douai (aire d'attraction) et à 18 km à l'est de la commune d'Arras (chef-lieu d'arrondissement).
Le territoire de la commune est limitrophe de ceux de six communes.
Les communes limitrophes sont  Bellonne, Brebières, Gouy-sous-Bellonne, Sailly-en-Ostrevent, Tortequesne et Vitry-en-Artois.

### Géologie et relief
La superficie de la commune est de 4,23 km2 ; son altitude est de 31 m.

### Hydrographie
Le territoire de la commune est situé dans le bassin Artois-Picardie.
C'est dans la commune que le Filet de Noyelles, cours d'eau naturel non navigable de 4,66 km, prend sa source et se jette dans la petite Sensée au niveau de la commune de Courchelettes.

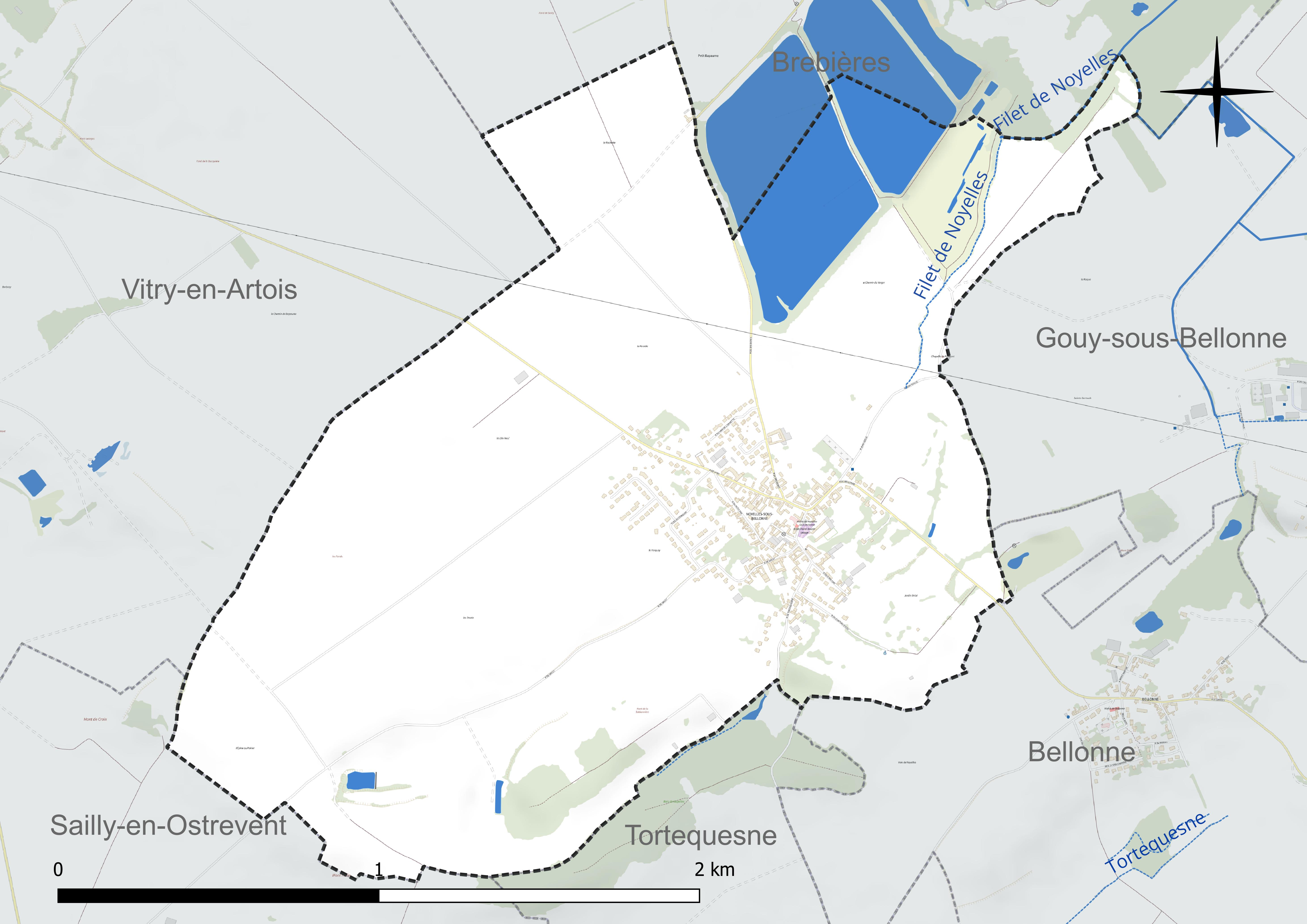
Réseau hydrographique de Noyelles-sous-Bellonne.

### Climat
Pour des articles plus généraux, voir Climat des Hauts-de-France et Climat du Nord-Pas-de-Calais.
En 2010, le climat de la commune est de type climat océanique dégradé des plaines du Centre et du Nord, selon une étude du CNRS s'appuyant sur une série de données couvrant la période 1971-2000. En 2020, Météo-France publie une typologie des climats de la France métropolitaine dans laquelle la commune est exposée à un climat océanique et est dans la région climatique Nord-est du bassin Parisien, caractérisée par un ensoleillement médiocre, une pluviométrie moyenne régulièrement répartie au cours de l’année et un hiver froid (3 °C).
Pour la période 1971-2000, la température annuelle moyenne est de 10,5 °C, avec une amplitude thermique annuelle de 14,5 °C. Le cumul annuel moyen de précipitations est de 747 mm, avec 12,5 jours de précipitations en janvier et 9,1 jours en juillet. Pour la période 1991-2020, la température moyenne annuelle observée sur la station météorologique la plus proche, située sur la commune de Douai à 8 km à vol d'oiseau, est de 11,0 °C et le cumul annuel moyen de précipitations est de 729,2 mm,. Pour l'avenir, les paramètres climatiques de la commune estimés pour 2050 selon différents scénarios d'émission de gaz à effet de serre sont consultables sur un site dédié publié par Météo-France en novembre 2022.

### Milieux naturels et biodiversité

#### Zones naturelles d'intérêt écologique, faunistique et floristique
L’inventaire des zones naturelles d'intérêt écologique, faunistique et floristique (ZNIEFF) a pour objectif de réaliser une couverture des zones les plus intéressantes sur le plan écologique, essentiellement dans la perspective d’améliorer la connaissance du patrimoine naturel national et de fournir aux différents décideurs un outil d’aide à la prise en compte de l’environnement dans l’aménagement du territoire.
Le territoire communal comprend une ZNIEFF de type 1 : les bassins de Brebières et bois du grand marais. Cette ZNIEFF associe de vastes zones en eau (bassins de décantation) avec vasières et roselières et des végétations forestières dégradées par la plantation massive de peupliers.

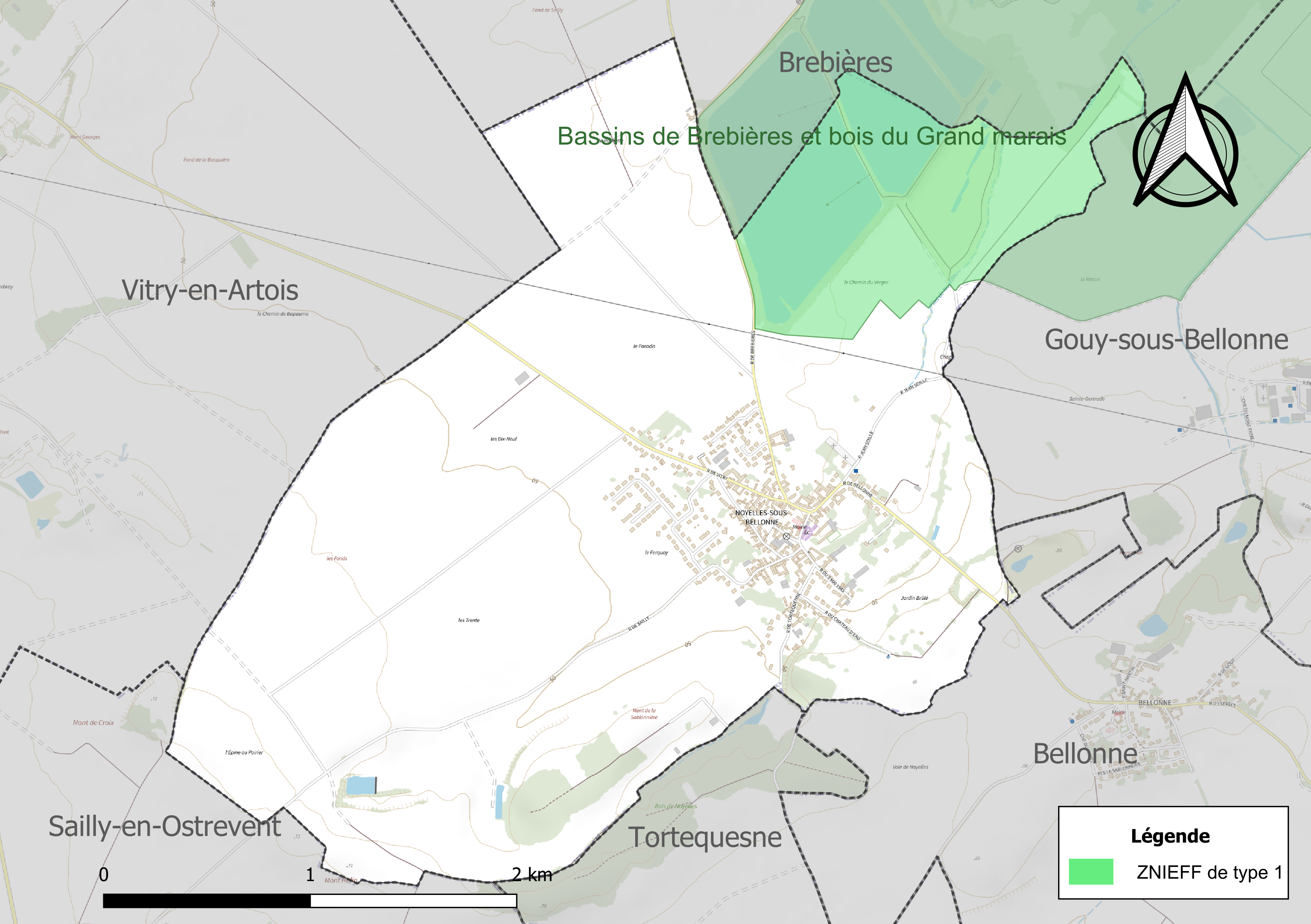
Carte de la ZNIEFF sur la commune.

#### Espèces faunistiques et floristiques
L’Inventaire national du patrimoine naturel (INPN) recense plusieurs espèces faunistiques et floristiques sur le territoire de la commune dont certaines sont protégées et d’autres menacées et quasi-menacées.

## Urbanisme

### Typologie
Au 1er janvier 2024, Noyelles-sous-Bellonne est catégorisée bourg rural, selon la nouvelle grille communale de densité à sept niveaux définie par l'Insee en 2022.
Elle est située hors unité urbaine. Par ailleurs la commune fait partie de l'aire d'attraction de Douai, dont elle est une commune de la couronne,. Cette aire, qui regroupe 61 communes, est catégorisée dans les aires de 50 000 à moins de 200 000 habitants,.

### Occupation des sols
L'occupation des sols de la commune, telle qu'elle ressort de la base de données européenne d’occupation biophysique des sols Corine Land Cover (CLC), est marquée par l'importance des territoires agricoles (83,8 % en 2018), en diminution par rapport à 1990 (91 %). La répartition détaillée en 2018 est la suivante : 
terres arables (69,6 %), zones agricoles hétérogènes (11,1 %), zones urbanisées (11 %), eaux continentales (3,5 %), prairies (3 %), forêts (1,8 %). L'évolution de l’occupation des sols de la commune et de ses infrastructures peut être observée sur les différentes représentations cartographiques du territoire : la carte de Cassini (XVIIIe siècle), la carte d'état-major (1820-1866) et les cartes ou photos aériennes de l'IGN pour la période actuelle (1950 à aujourd'hui).

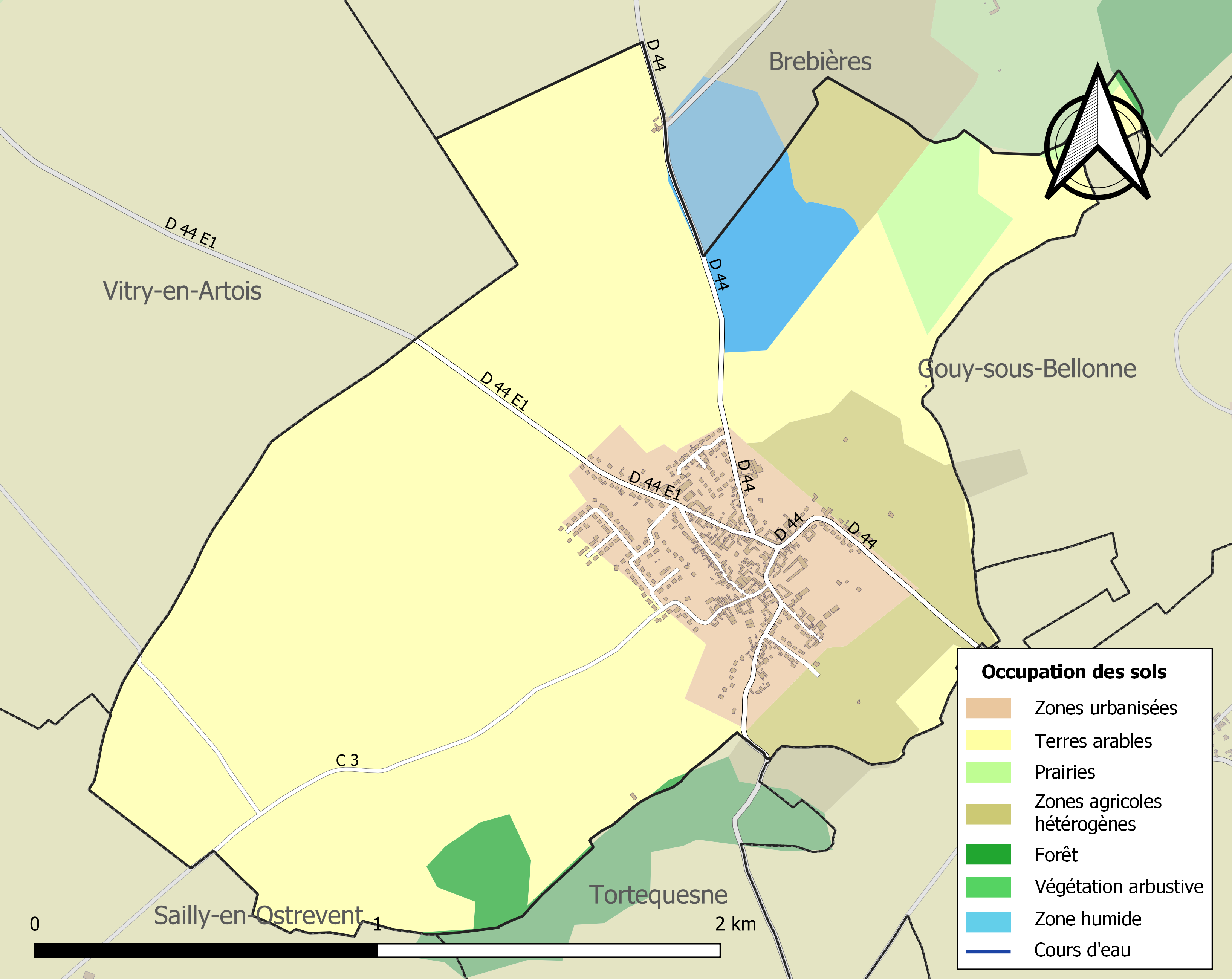
Carte des infrastructures et de l'occupation des sols de la commune en 2018 (CLC).

## Toponymie
Le nom de la localité est attesté sous les formes Noiele en 1289 ; Noyele-viers-Biélone en 1291 ; Noiielle au XIIIe siècle ; Noiielle-souz-Bélone, Noiele-sur-Bélone, Nouele-sous-Bélone (XIVe siècle) ; Noyelles sous Bellonne en 1793 ; Noyelles et Noyelles-sous-Bellonne depuis 1801.
Toponyme gaulois composé de *novio, latinisé en Nigella au IXe et Xe siècles (« neuf, nouveau » → voir Noyon) et *ialo- (« clairière, lieu défriché, essart » → voir Neuilly et Noailles).
"sous" : Du latin subtus (« en dessous, par-dessous »). Noyelle est dans la banlieue de l'aire d'attraction de Bellonne.

## Histoire
Antoine de Tournay, est seigneur de Noyelles-sous-Bellonne de la fin du XVIe jusqu'au début du XVIIe siècle. Il a été au service de son roi, (le roi d'Espagne alors maître de la région) pendant 40 ans, pendant les guerres de Hollande (Guerre de Quatre-Vingts Ans) et de France (Guerres d'Italie), d'abord comme lieutenant d'hommes d'armes sous le duc d'Arschot, puis lieutenant-général des dits hommes d'armes. Il a également commandé diverses compagnies au secours de Bois-le-Duc et pendant le siège d'Ostende (1601-1604). Son fils Charles de Tournay, baron d'Oisy (Oisy-le-Verger), lieutenant d'une compagnie d'hommes d'armes a servi avec fidélité au siège de Bréda (1624) et a été fait chevalier par lettres données à Madrid le 24 mars 1627.
La commune possédait une zone humide riche en tourbe et en poissons, dont l'exploitation était privilège des seigneurs ou de l'Église. 

Une des doléances posées par la commune lors de la Révolution française était « que les communautés soient réintégrées dans leurs marais, prairies, landes, pâturages, monts, etc. que les garennes soient abolies, ainsi que les conservations des chasses particulières des seigneurs ».
Les archives départementales ont en 1894 reçu, dans trois cartons du fonds du Marquisat d'Hesdigneul-Béthune :
- une correspondance entre le curé de Noyelles et l'abbaye Saint-Sauveur d'Anchin, sur la propriété du banc seigneurial dans l'église de Noyelle ;
- des documents relatifs au procès où la communauté de Noyelles revendiquait (1445-1760) le droit de pêche et de tourbage dans son marais.

### Première Guerre mondiale
La commune est décorée de la croix de guerre 1914-1918 par décret du 23 septembre 1920, distinction également attribuée à 276 autres communes du Pas-de-Calais.

## Politique et administration

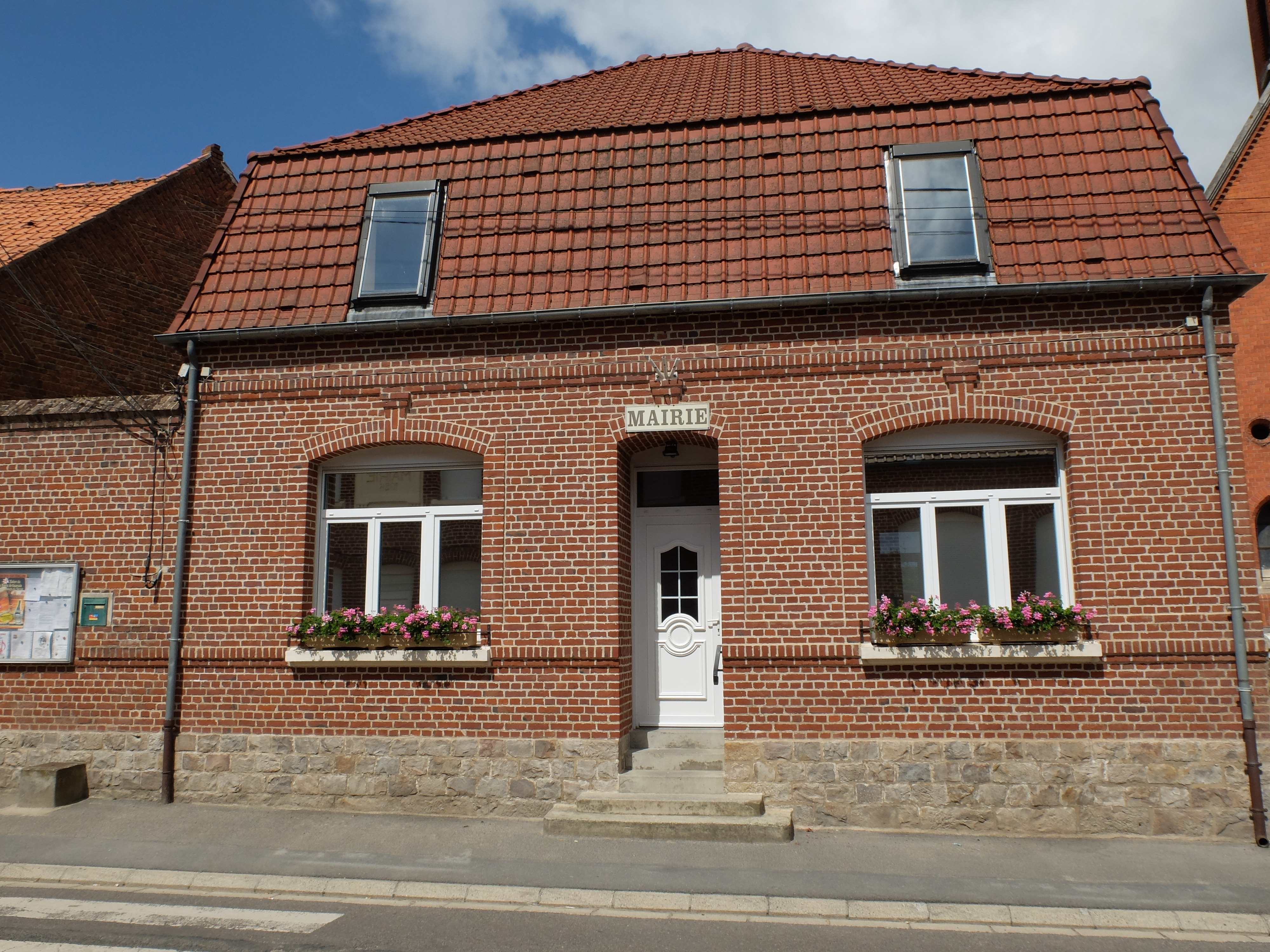
La mairie.

### Découpage territorial
La commune se trouve dans l'arrondissement d'Arras du département du Pas-de-Calais.

#### Commune et intercommunalités
La commune est membre de la communauté de communes Osartis Marquion qui regroupe 49 communes et totalise 42 651 habitants en 2021.

#### Circonscriptions administratives
La commune est rattachée au canton de Brebières.

#### Circonscriptions électorales
Pour l'élection des députés, la commune fait partie de la première circonscription du Pas-de-Calais.

### Élections municipales et communautaires

#### Liste des maires
| Période                                  | Période                      | Identité        | Étiquette | Qualité                             |
| ---------------------------------------- | ---------------------------- | --------------- | --------- | ----------------------------------- |
| Les données manquantes sont à compléter. |                              |                 |           |                                     |
| 1959                                     | 1989                         | Paul Jasnault   |           |                                     |
| Les données manquantes sont à compléter. |                              |                 |           |                                     |
| 2001                                     | 2020                         | Gilles Pintiaux |           | Réélu pour le mandat 2014-2020,     |
| 24 mai 2020                              | En cours (au 1er avril 2022) | Patrick Doyen   |           | Employé administratif d'entreprise, |

## Population et société

### Démographie
Les habitants sont appelés les Noyellois.

#### Évolution démographique
L'évolution du nombre d'habitants est connue à travers les recensements de la population effectués dans la commune depuis 1793. Pour les communes de moins de 10 000 habitants, une enquête de recensement portant sur toute la population est réalisée tous les cinq ans, les populations de référence des années intermédiaires étant quant à elles estimées par interpolation ou extrapolation. Pour la commune, le premier recensement exhaustif entrant dans le cadre du nouveau dispositif a été réalisé en 2006.

En 2022, la commune comptait 848 habitants, en évolution de +4,31 % par rapport à 2016 (Pas-de-Calais : −0,72 %, France hors Mayotte : +2,11 %).
| 1793 | 1800 | 1806 | 1821 | 1831 | 1836 | 1841 | 1846 | 1851 |
| ---- | ---- | ---- | ---- | ---- | ---- | ---- | ---- | ---- |
| 354  | 381  | 829  | 480  | 543  | 540  | 564  | 566  | 555  |

| 1856 | 1861 | 1866 | 1872 | 1876 | 1881 | 1886 | 1891 | 1896 |
| ---- | ---- | ---- | ---- | ---- | ---- | ---- | ---- | ---- |
| 542  | 566  | 587  | 582  | 590  | 607  | 559  | 553  | 546  |

| 1901 | 1906 | 1911 | 1921 | 1926 | 1931 | 1936 | 1946 | 1954 |
| ---- | ---- | ---- | ---- | ---- | ---- | ---- | ---- | ---- |
| 516  | 514  | 531  | 439  | 453  | 396  | 417  | 396  | 385  |

| 1962 | 1968 | 1975 | 1982 | 1990 | 1999 | 2006 | 2011 | 2016 |
| ---- | ---- | ---- | ---- | ---- | ---- | ---- | ---- | ---- |
| 398  | 391  | 383  | 379  | 515  | 568  | 710  | 822  | 813  |

| 2021 | 2022 | - | - | - | - | - | - | - |
| ---- | ---- | - | - | - | - | - | - | - |
| 839  | 848  | - | - | - | - | - | - | - |

#### Pyramide des âges
En 2018, le taux de personnes d'un âge inférieur à 30 ans s'élève à 37,1 %, soit au-dessus de la moyenne départementale (36,7 %). À l'inverse, le taux de personnes d'âge supérieur à 60 ans est de 16,7 % la même année, alors qu'il est de 24,9 % au niveau départemental.
En 2018, la commune comptait 398 hommes pour 420 femmes, soit un taux de 51,34 % de femmes, légèrement inférieur au taux départemental (51,50 %).
Les pyramides des âges de la commune et du département s'établissent comme suit.
| Hommes | Classe d’âge | Femmes |
| ------ | ------------ | ------ |
| 0,0    | 90 ou +      | 0,5    |
| 3,5    | 75-89 ans    | 5,4    |
| 13,0   | 60-74 ans    | 11,1   |
| 23,3   | 45-59 ans    | 21,7   |
| 23,7   | 30-44 ans    | 23,7   |
| 13,9   | 15-29 ans    | 15,2   |
| 22,8   | 0-14 ans     | 22,3   |

| Hommes | Classe d’âge | Femmes |
| ------ | ------------ | ------ |
| 0,5    | 90 ou +      | 1,6    |
| 5,6    | 75-89 ans    | 8,9    |
| 16,7   | 60-74 ans    | 18,1   |
| 20,2   | 45-59 ans    | 19,2   |
| 18,9   | 30-44 ans    | 18,1   |
| 18,2   | 15-29 ans    | 16,2   |
| 19,9   | 0-14 ans     | 17,9   |

## Culture locale et patrimoine

### Lieux et monuments
- L'église Sainte-Pétronille. Construite en grès au XVIe siècle (le clocher date de 1561 et le portail méridional de 1571), elle fut incendiée en 1710 lors de la guerre de Succession d'Espagne. Elle fut restaurée entre 1803 et 1816 avant d'être à nouveau détruite lors de la Première Guerre mondiale. La version actuelle, en brique rouge, fut reconstruite entre 1926 et 1930[32].
- La chapelle de Prémont, qui connut le même sort que l'église en étant détruite à deux reprises lors des mêmes périodes. Elle se situe en retrait du village, au milieu des champs, dans le prolongement de la rue Jean-Soille[32].
- Les eaux de Sainte Pétronille. Source d'eau portant le nom de la patronne de la paroisse, la croyance populaire dit qu'elle peut « couper la fièvre ». Pour cela, il faut y récupérer l'eau de pluie tombée le 31 mai. Elle se situe rue de Tortequenne[32].
- Le monument aux morts, surmonté d’un Poilu, statue, appelée La Résistance du sculpteur Charles-Henri Pourquet[33].

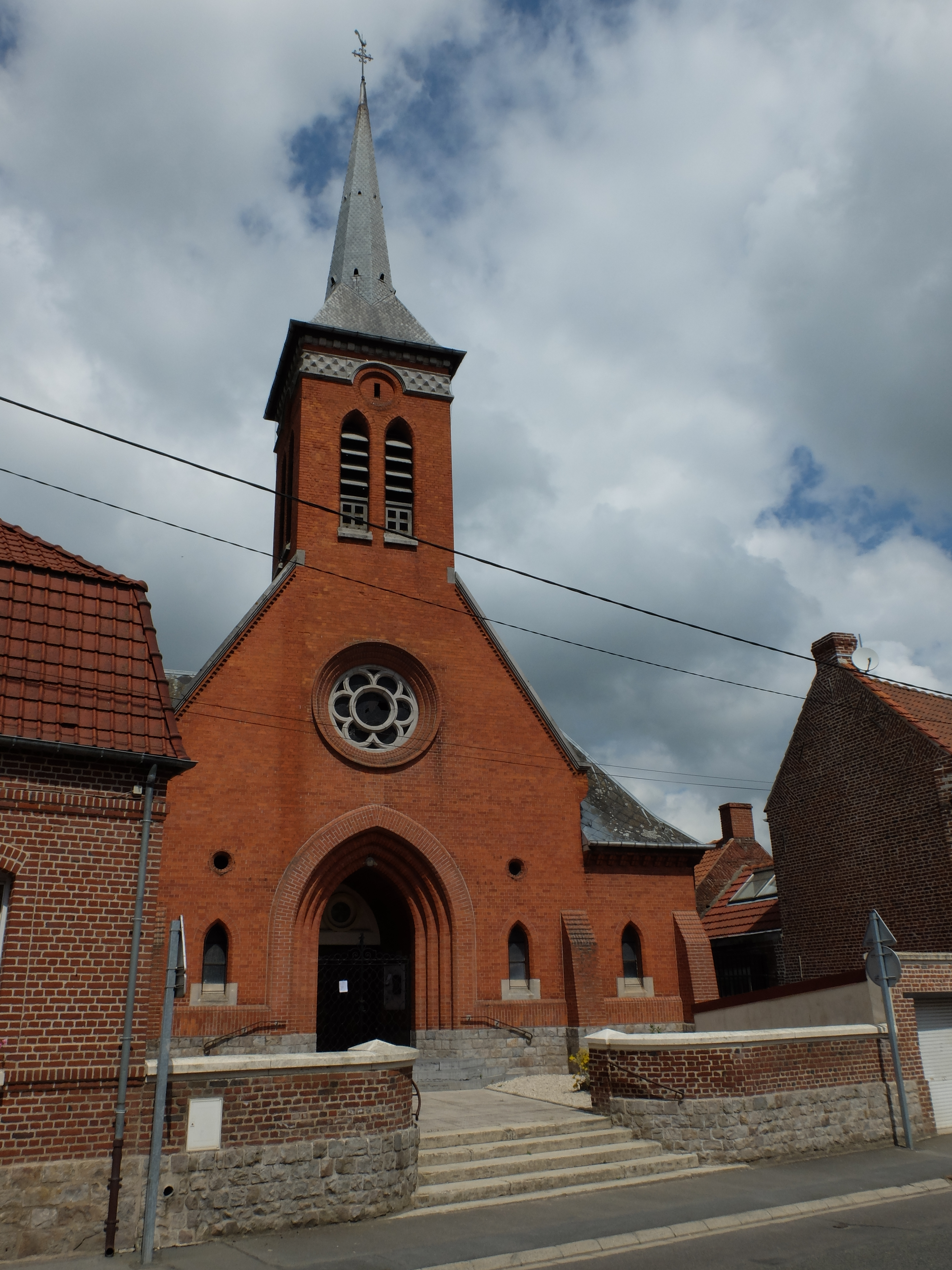
L'église Sainte-Pétronille.
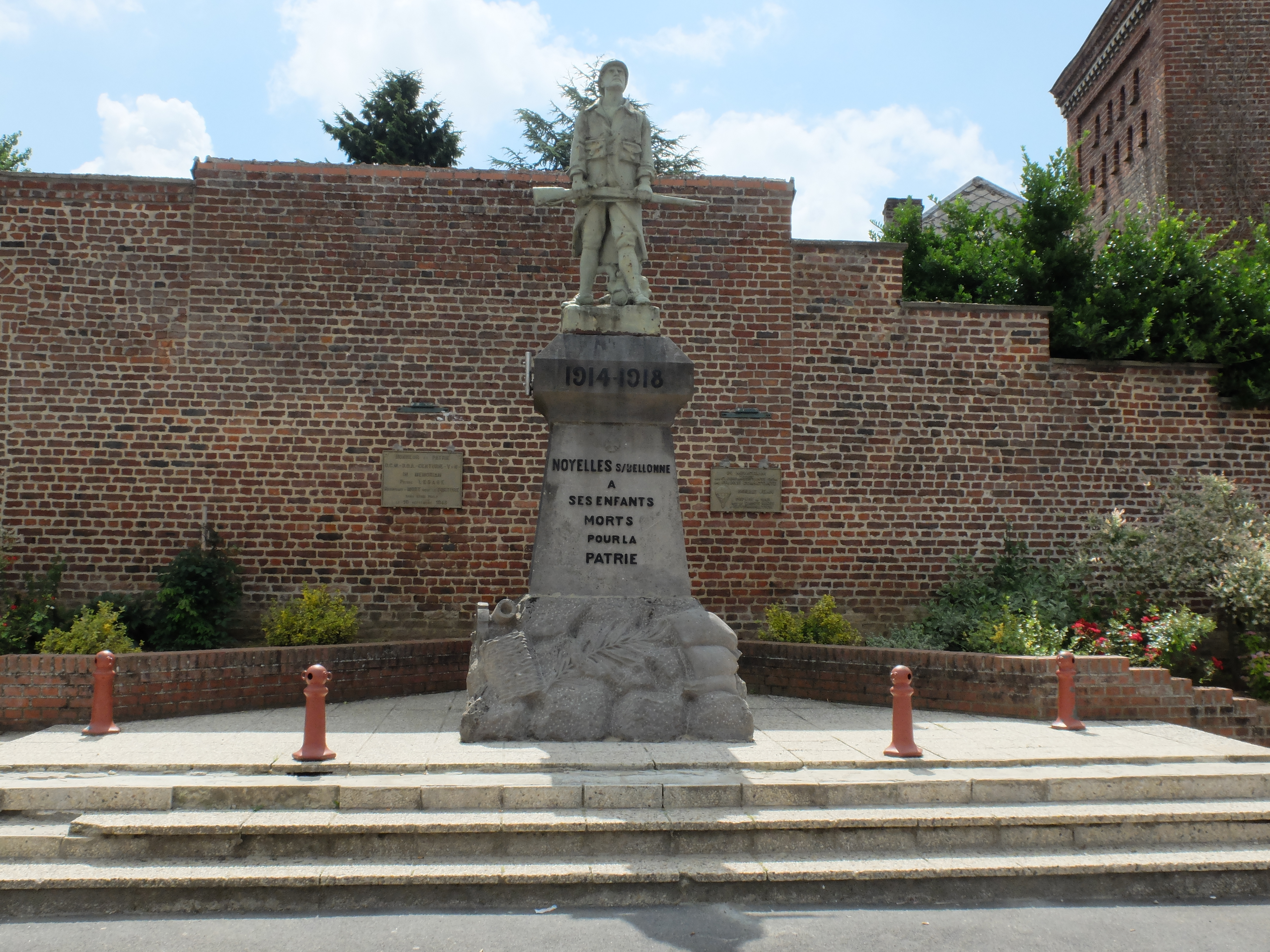
Le monument aux morts.

### Héraldique
| Blason de Noyelles-sous-Bellonne | Blason  | De sable à la bande d'or chargée d'une croisette ancrée de gueules. Ornements extérieursCroix de guerre 1914-1918 |
| Blason de Noyelles-sous-Bellonne | Détails | Le statut officiel du blason reste à déterminer.                                                                  |

## Pour approfondir

#### Bases de données, dictionnaires et encyclopédies
- Ressources relatives à la géographie :   - Insee (communes)
  - Ldh/EHESS/Cassini
- Ressource relative à plusieurs domaines :   - Annuaire du service public français
- Notices d'autorité :   - BnF (données)